# Luca Attanasio
Luca Attanasio (23 tháng 5 năm 1977 - 22 tháng 2 năm 2021) là một nhà ngoại giao Ý. Ông là đại sứ tại Cộng hòa Dân chủ Congo từ năm 2019 cho đến khi bị ám sát vào tháng 2 năm 2021.